# Чента-Сан-Ніколо
Чента-Сан-Ніколо (італ. Centa San Nicolò) — колишній муніципалітет в Італії, у регіоні Трентіно-Альто-Адідже,  провінція Тренто. У 2016 році муніципалітет було об'єднано разом з муніципалітетами Бозентіно, Ваттаро та Віголо-Ваттаро в єдиний муніципалітет Альтоп'яно-делла-Віголана.
Чента-Сан-Ніколо розташована на відстані близько 470 км на північ від Рима, 15 км на південний схід від Тренто.
Населення — 627 осіб (2014).

## Демографія
Населення за роками:

Станом на 31 грудня 2010 року в муніципалітеті офіційно проживало 15 іноземців з 7 країн, серед них 12 громадян країн Євросоюзу та 2 громадяни України.

## Сусідні муніципалітети
- Безенелло
- Кальчераніка-аль-Лаго
- Кальдонаццо
- Фольгарія
- Ваттаро